# دافيدي بايوكو
دافيدي بايوكو (بالإيطالية: Davide Baiocco)‏ (8 مايو 1975 ببيروجيا في إيطاليا - ) هو لاعب كرة قدم إيطالي في مركز الوسط. لعب مع نادي ألساندريا ونادي بريشيا ونادي بياتشينزا ونادي بيروجيا ونادي ريجينا ونادي سيينا ونادي كاتانيا ونادي كريمونيسي ويوفنتوس وAlma Juventus Fano 1906 ‏ و ونادي غوبيو وASD Akragas 2018 ‏ وفيتربيسي 1908.

## روابط خارجية
- دافيدي بايوكو على موقع قاعدة بيانات كرة القدم.إي يو (الإنجليزية)
- دافيدي بايوكو على موقع Soccerway.com (الإنجليزية)
- دافيدي بايوكو على موقع عالم كرة القدم.نت (الإنجليزية)